# Pectinodrilus deminutius
Pectinodrilus deminutius är en ringmaskart som först beskrevs av Erséus 1979.  Pectinodrilus deminutius ingår i släktet Pectinodrilus och familjen glattmaskar. Inga underarter finns listade i Catalogue of Life.